# Lalage leucopygialis
El oruguero de Walden (Lalage leucopygialis) es una especie de ave paseriforme de la familia Campephagidae. Es endémica del archipiélago de Célebes (muy abundante en la isla principal y común en Taliabu y otras islas menores).

## Conservación y amenazas
Esta especie se cataloga bajo preocupación menor pues tiene un área de distribución extensa, por lo que no se considera Vulnerable según el criterio de área de distribución (extensión menor de 20000 km² combinado con una disminución de su área, fragmentación o pérdida de calidad del hábitat o disminución de la población). Tampoco se acerca al umbral de vulnerable según el criterio de tendencia de la población (disminución de más del 30% en diez años o tres generaciones) ni por tamaño de la población (menos de 10.000 individuos maduros con una disminución continua estimada en más del 10% en diez años o tres generaciones).